# Ion Geolgău
Ion Geolgău (Pielești, 20 febbraio 1961) è un allenatore di calcio ed ex calciatore rumeno, di ruolo centrocampista.

## Palmarès

### Giocatore

#### Competizioni nazionali
- Campionato rumeno: 2

Universitatea Craiova: 1979-1980, 1980-1981
- Coppa di Romania: 4

Universitatea Craiova: 1976-1977, 1977-1978, 1980-1981, 1982-1983

### Allenatore

#### Competizioni nazionali
- Campionato faroese: 1

HB Tórshavn: 1998
- Coppa delle Isole Fær Øer: 2

HB Tórshavn: 1998
B36 Tórshavn: 2003